# محمدجواد ضرابیان
محمدجواد ضرابیان (زادهٔ ۱۲ اسفند ۱۳۲۹ در تهران) آهنگساز و نوازنده سنتور اهل ایران است.

## زندگی‌نامه و فعالیت هنری
محمدجواد ضرابیان، در ۱۲ اسفند سال ۱۳۲۹ در تهران متولد شد. آموزش سنتور را نزد «داریوش صفوت» و دانش موسیقی کلاسیک (هارمونی، ارکستراسیون و کنترپوان) را نزد «محمدتقی مسعودیه» فرا گرفت. ضرابیان همچنین نواختن پیانو را نزد «فرمان بهبود» آموخت. او فعالیت گروهی خود را با گروه سماع به‌عنوان سرپرست و آهنگ‌ساز آغاز کرد. گروه سماع کنسرت‌های متعددی را در داخل کشور اجرا کرده‌است و در سال ۱۳۶۷ در جشنوارهٔ موسیقی فجر مقام اول را احراز نمود. ضرابیان به‌عنوان سرپرست گروه، نوازنده سنتور و آهنگ‌ساز موفق به دریافت نشان طلا و دیپلم افتخار گردید.
او در سال ۱۳۸۲ اولین آلبوم موسیقی مستقل «همایون شجریان» با نام «نسیم وصل» را آهنگسازی و منتشر نمود که تا سال‌ها بعد بسیاری، شجریان را با قطعات این آلبوم می‌شناختند. تصنیف «هوای گریه» یکی از مشهورترین آثار وی با صدای همایون شجریان محسوب می‌شود.
در تاریخ ۲ آذر ۱۳۹۷ در مراسم چهارمین «سال نوای موسیقی ایران» از «محمدجواد ضرابیان» تقدیر به عمل آمد و تندیس «سال نوا» و لوح تقدیر به ایشان اهداء شد.

## آثار

### آلبوم‌ها
| آلبوم‌ها | آلبوم‌ها       | آلبوم‌ها | آلبوم‌ها    | آلبوم‌ها         | آلبوم‌ها | آلبوم‌ها | آلبوم‌ها | آلبوم‌ها |
| ------- | ------------- | ------- | ---------- | --------------- | ------- | ------- | ------- | ------- |
| سال     | نام آلبوم     | آهنگساز | تنظیم‌کننده | خواننده         | گوینده  | ناشر    | توضیح   | منبع    |
|         | آتش عود       | آری     | آری        | فرامرز گرمرودی  |         |         |         |         |
| ۱۳۶۹    | شکوه‌ها        | آری     | آری        | رضا رضایی پایور |         |         |         |         |
| ۱۳۷۴    | ناز نگاه      | آری     | آری        | علیرضا افتخاری  |         |         |         |         |
| ۱۳۷۵    | زیباترین      | آری     | آری        | علیرضا افتخاری  |         |         |         |         |
| ۱۳۷۸    | عطر سوسن      | آری     | آری        | علیرضا افتخاری  |         |         |         |         |
| ۱۳۸۲    | نسیم وصل      | آری     | آری        | همایون شجریان   |         |         |         |         |
| ۱۳۸۳    | شوق دوست      | آری     | آری        | همایون شجریان   |         |         |         |         |
| ۱۳۸۴    | آینه و آه     | آری     | آری        | حسام‌الدین سراج  |         |         |         |         |
|         | طبیب دل       | آری     | آری        | سیامک شجریان    |         |         |         | [ ۵ ]   |
| ۱۳۸۵    | با ستاره‌ها    | آری     | آری        | همایون شجریان   |         |         |         |         |
|         | حدیث عشق      | آری     | آری        | رضا رضایی پایور |         |         |         |         |
|         | خرقه سوخته    | آری     | آری        | رضا رضایی پایور |         |         |         |         |
| ۱۳۸۷    | صورتگر نقاش   | آری     | آری        | علی جهاندار     |         |         |         |         |
| ۱۳۹۳    | حرفی دیگر     | آری     | آری        | بیژن بیژنی      |         |         |         |         |
| ۱۴۰۰    | مرا آواز دادی | آری     | آری        | اشکان کمانگری   |         |         |         | [ ۶ ]   |